# Agostino Gaetano Riboldi
Agostino Gaetano Riboldi (Paderno Dugnano, 18 febbraio 1839 – Ravenna, 25 aprile 1902) è stato un cardinale e arcivescovo cattolico italiano.

## Biografia

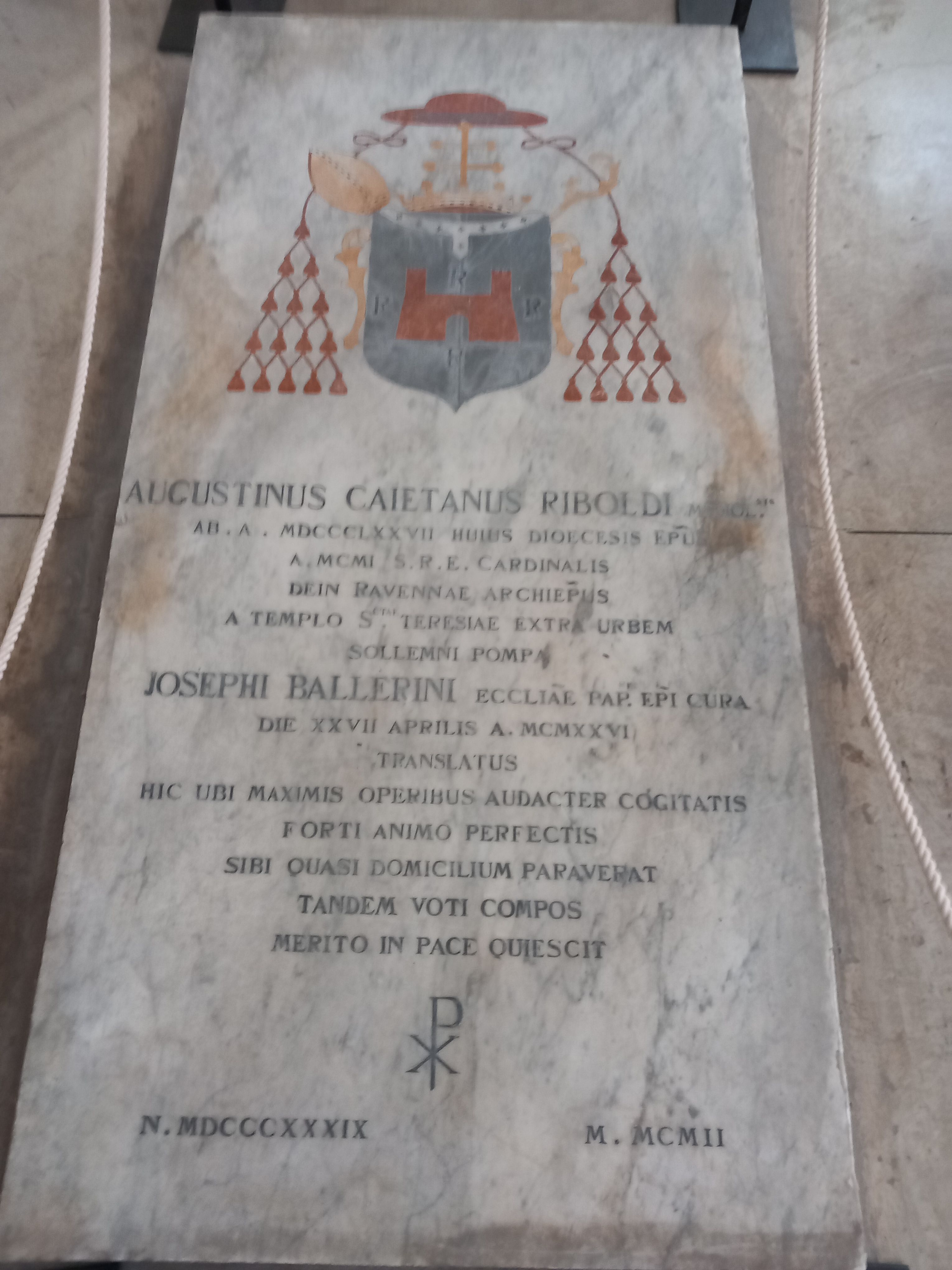
Sepoltura del cardinale Riboldi nel duomo di Pavia

Figlio di Antonio e della nobildonna Caterina dell'Orto, entrò a nove anni in seminario, dove compì gli studi.
Ordinato sacerdote nel 1861, fu nominato vescovo di Pavia il 12 marzo 1877. Nella città lombarda svolse un'intensa azione pastorale: convocò otto volte il sinodo e fece altrettante visite pastorali; promosse le opere del laicato cattolico. Le associazioni sorsero numerose: il Comitato diocesano (1879), la Società operaia di mutuo soccorso (1882), il Circolo universitario "San Severino" (1884), la Società italiana per gli studi scientifici (1898) e il Segretariato del popolo (1901).
Papa Leone XIII lo elevò al rango di cardinale nel concistoro del 15 aprile 1901, trasferendolo poi nell'Arcidiocesi di Ravenna. Morì nella città romagnola il 25 aprile 1902. È stato sepolto nel cimitero monumentale di Pavia. Il 27 aprile 1926 la salma fu traslata al duomo di Pavia.

## Genealogia episcopale e successione apostolica
La genealogia episcopale è:
- Cardinale Scipione Rebiba
- Cardinale Giulio Antonio Santori
- Cardinale Girolamo Bernerio, O.P.
- Arcivescovo Galeazzo Sanvitale
- Cardinale Ludovico Ludovisi
- Cardinale Luigi Caetani
- Cardinale Ulderico Carpegna
- Cardinale Paluzzo Paluzzi Altieri degli Albertoni
- Papa Benedetto XIII
- Papa Benedetto XIV
- Papa Clemente XIII
- Cardinale Marcantonio Colonna
- Cardinale Giacinto Sigismondo Gerdil, B.
- Cardinale Giulio Maria della Somaglia
- Cardinale Carlo Odescalchi, S.I.
- Cardinale Costantino Patrizi Naro
- Cardinale Lucido Maria Parocchi
- Cardinale Agostino Gaetano Riboldi

La successione apostolica è:
- Vescovo Francesco Ciceri (1901)